# 希望のかなた
『希望のかなた』（Toivon tuolla puolen）は、アキ・カウリスマキ監督・製作・脚本による2017年のフィンランドのコメディ・ドラマ映画。前作『ル・アーヴルの靴みがき』に続く“港町3部作”改め“難民3部作”の第2弾。第67回ベルリン国際映画祭のコンペティション部門で上映され、銀熊賞 (監督賞)を受賞した。
カウリスマキは本作を最後に一時映画監督の引退を宣言したが、2023年に監督引退を事実上撤回して『枯れ葉』を監督した。

## 物語
ヘルシンキ。トルコからやってきた貨物船に身を隠していたカーリドは、この街に降り立ち難民申請をする。彼はシリアの故郷アレッポで家族を失い、たったひとり生き残った妹ミリアムと生き別れになっていたのだ。彼女をフィンランドに呼び、慎ましいながら幸福な暮らしを送らせることがカーリドの願いだった。
一方、この街でセールスマン稼業と酒浸りの妻に嫌気がさしていた男、ヴィクストロムはついに家出し、全てを売り払った金をギャンブルにつぎ込んで運良く大金を手にした。彼はその金で一軒のレストランを買い、新しい人生の糧としようとする。店と一緒についてきた従業員たちは無愛想でやる気のない連中だったが、ヴィクストロムにはそれなりにいい職場を築けるように思えた。
その頃カーリドは、申請空しく入国管理局から強制送還されそうになり、逃走を目論んだあげく出くわしたネオナチの男たちに襲われるが、偶然ヴィクストロムに救われる。拳を交えながらも彼らは友情を育み、カーリドはレストランの従業員に雇われたばかりか、寝床や身分証までもヴィクストロムに与えられた。商売繁盛を狙い手を出した寿司屋事業には失敗するものの、いつしか先輩従業員たちまでもカーリドと深い絆で結ばれていった。
そんなある日、カーリドは難民仲間からミリアムの居場所を知らされる。ヴィクストロムらの協力で彼は妹と再会、目的を果たすに至る。だが、安心しきった彼をいつぞやのネオナチの一員が襲う。刃物で深い傷を負いながらも、カーリドは妹を笑顔で送り出すのだった。

## キャスト

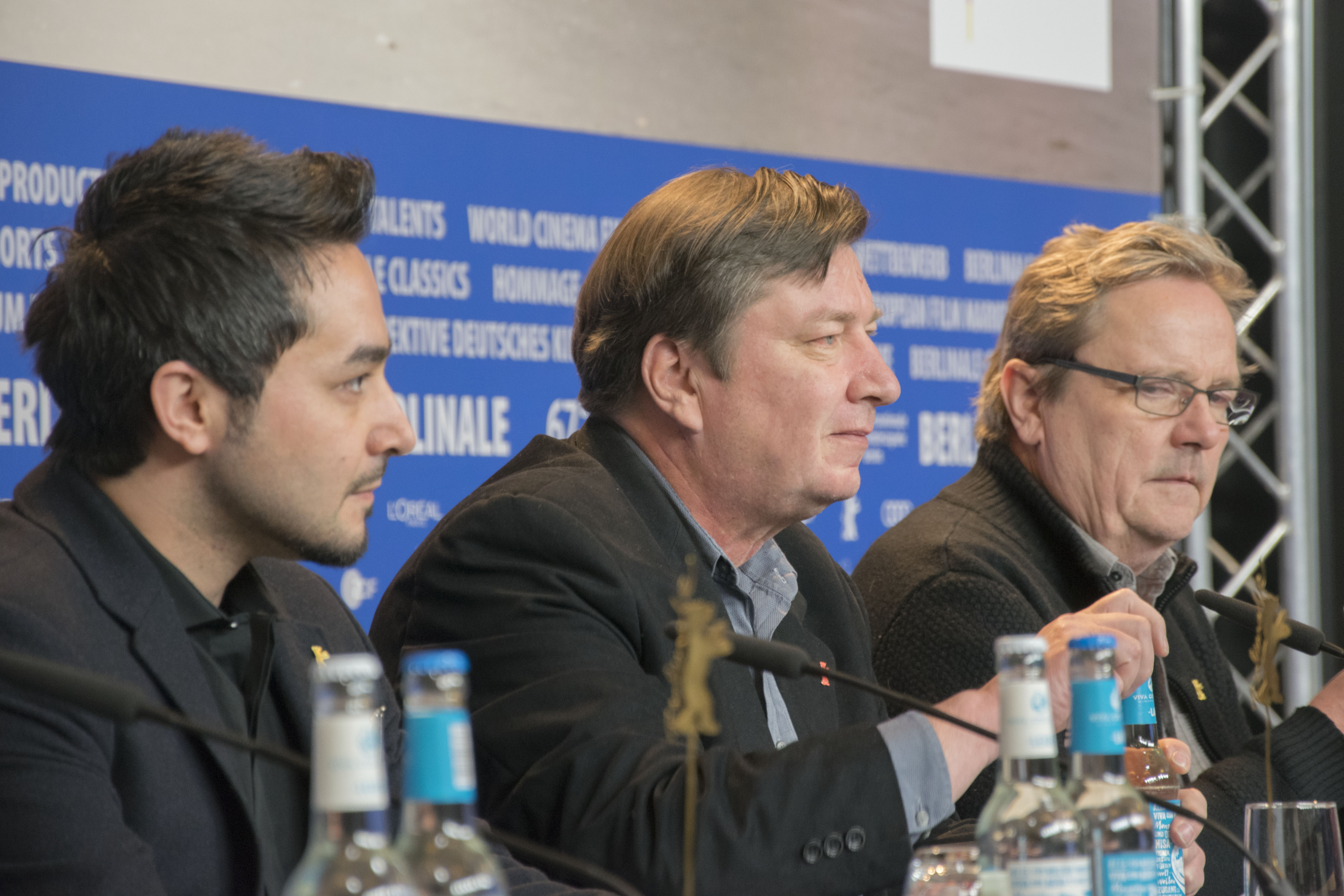
ベルリン国際映画祭でのハジ、カウリスマキ、クオスマネン

- カーリド：シェルワン・ハジ（英語版）
- ヴィクストロム：サカリ・クオスマネン（英語版）
- カラムニウス：イルッカ・コイヴラ（英語版）
- ニュルヒネン：ヤンネ・ヒューティアイネン（フィンランド語版）
- ミルヤ：ヌップ・コイブ
- ヴィクストロムの妻：カイヤ・パカリネン（フィンランド語版）
- ミリアム：ニロズ・ハジ
- マズダック：サイモン・フセイン・アルバズーン
- 犬のコイスティネン：ヴァルプ
- 洋品店の女店主：カティ・オウティネン
- 収容施設の女性：マリヤ・ヤルヴェンヘルミ
- トンミ・コルペラ（英語版）
- ヴィッレ・ヴィルタネン（英語版）
- ティモ・トリッカ（英語版）
- エリナ・クニヒティラ（英語版）
- ハンヌ＝ペッカ・ビョルクマン（英語版）

## 公開
2016年12月、第67回ベルリン国際映画祭コンペティション部門での上映予定が発表された。フィンランドでは2017年2月上旬に上映された。イギリスでの配給権はカーゾン・アーティフィシャル・アイが獲得し、5月に公開された。2017年3月、カウリスマキの前作『ル・アーヴルの靴みがき』と同じくヤヌス・フィルムズが米国での配給権を獲得し、12月1日に封切られた。

## 評価
批評家には概ね好評であり、Rotten Tomatoesでは55件のレビューで支持率は89%、平均点は8/10となっている。Metacriticでは11件のレビューで加重平均値は85/100となっている

### 受賞とノミネート
| 賞                           | 授賞式        | 部門            | 候補               | 結果       | 参照   |
| ---------------------------- | ------------- | --------------- | ------------------ | ---------- | ------ |
| ベルリン国際映画祭           | 2017年2月18日 | 銀熊賞 (監督賞) | アキ・カウリスマキ | 受賞       | [ 12 ] |
| ベルリン国際映画祭           | 2017年2月18日 | 金熊賞          | アキ・カウリスマキ | ノミネート | [ 12 ] |
| アウディ・ダブリン国際映画祭 | 2017年2月26日 | 男優賞          | シェルワン・ハジ   | 受賞       | [ 13 ] |